# ビッキー・オーティズ
プリンセス・ビクトリア（Princess Victoria）のリングネームで知られるビッキー・オーティズ（Vickie Otis、女性、1962年5月5日 - ）は、カナダの元プロレスラー。祖父はインディアンレスラーのルーツとされるチーフ・サンダーバード。

## 来歴
1980年11月デビュー。ファビュラス・ムーラのオフィスに入り、サブリナとのコンビで1982年4月29日にNWA女子タッグ王座を獲得。7月、ウェンディ・リヒターのパートナーとして全日本女子プロレスに初来日。
1983年1月にも来日して千葉県木更津市でミミ萩原の持つオールパシフィック王座に挑戦した。5月13日、カルガリーにてベルベット・マッキンタイヤーとのタッグでNWA王座奪取。その後、タッグ王者のままWWF（現・WWE）に移籍。WWFではムーラのWWF女子王座にも挑戦した。
1984年引退。

## 得意技
- ブレーン・バスター
- インディアン・チョップ

## タイトル
- NWA女子タッグチーム王座（w/ベルベット・マッキンタイヤー→サブリナ）
- WWF女子タッグチーム王座（w/ベルベット・マッキンタイヤー）